# Сарычев, Артём Кириллович
Артём Кириллович Сарычев (род. 6 февраля 1989) — российский самбист, призёр чемпионата России, мастер спорта России.

## Спортивные результаты
- Чемпионат России по самбо 2010 года — ;
- Чемпионат России по самбо 2011 года — 13-16 место[1];
- Первенство России по самбо среди молодёжи 2012 года — [2];
- Чемпионат МВД России по самбо 2015 года — [3];
- Мемориал братьев Ивана и Андрея Баташевых 2015 года — [4];